# 6-Stunden-Rennen von Silverstone 2017

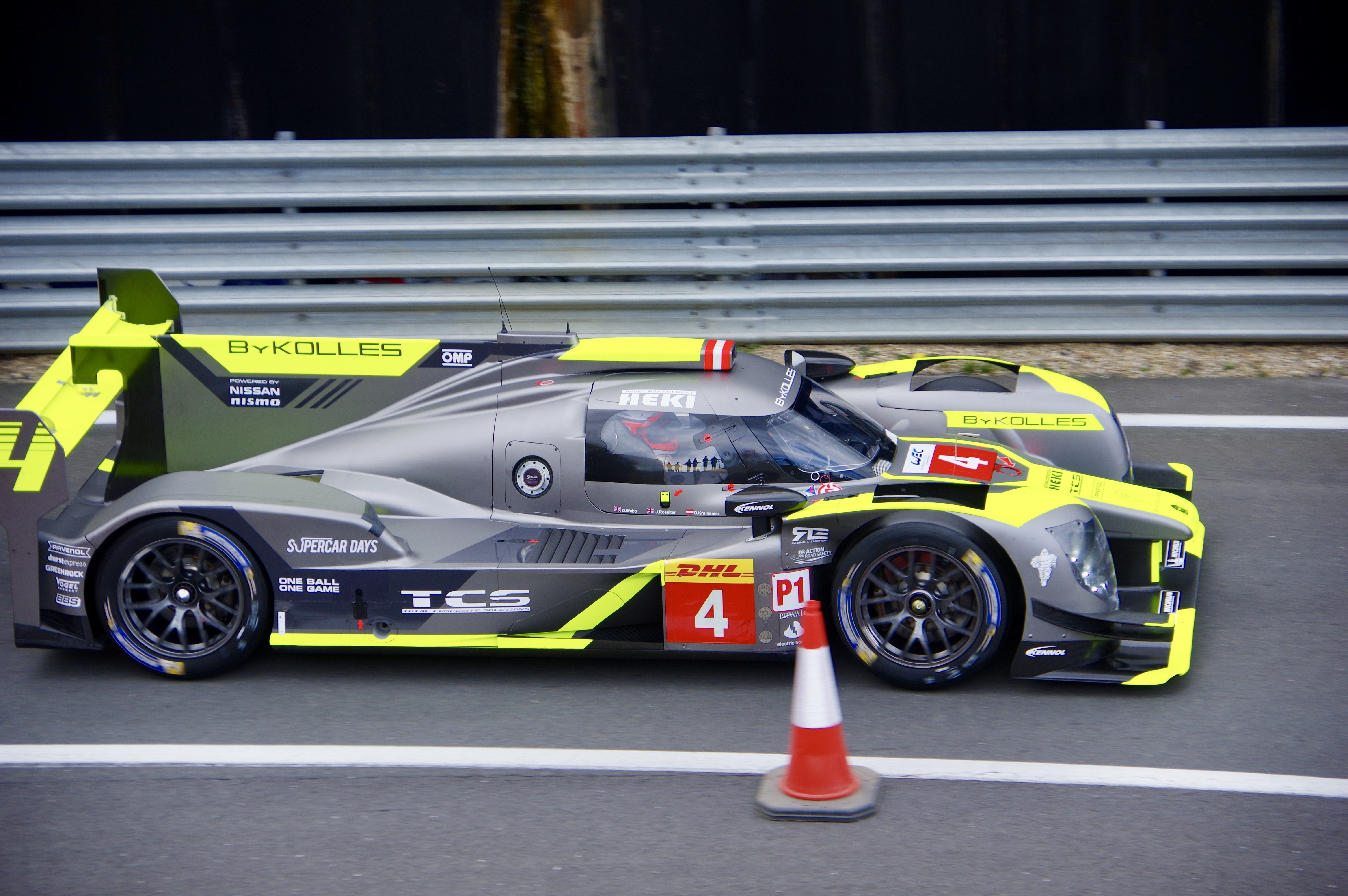
Der ENSO CLM P1/01 von Bykolles Racing Team

Das 6-Stunden-Rennen von Silverstone 2017, auch 6 Hours of Silverstone, fand am 16. April auf dem Silverstone Circuit statt und war der erste Wertungslauf der FIA-Langstrecken-Weltmeisterschaft 2017.

## Rennen
Die Startnummer 8 von Toyota Gazoo Racing gewann das Rennen vor den beiden Porsche 919 Hybrid nach einem turbulenten Rennen. Die Doppel-Pole seitens Toyota wurde nicht ausgenutzt: aufgrund eines Fahrfehlers von José María López mit der Nummer 7 kam es zu einem Unfall, der den Toyota das Rennen kostete. Trotz der Arbeit der Mechaniker, die den Wagen eine Stunde vor Schluss wieder fahrtüchtig bekamen, hatte die Konkurrenz bereits einen zu großen Vorsprung.
Auch Ford verpasste den Doppel-Sieg in der GTE Pro-Klasse: der Ferrari 488 GTE #51 und der Porsche 911 RSR #91 landeten knapp vor dem zweiten Ford GT. Für Porsche war das jedoch ebenfalls bitter: die #92 musste aufgrund eines Feuers das Rennen beenden.

## Ergebnisse

### Schlussklassement
| Pos.        | Klasse    | Nr. | Team                      | Fahrer                                                   | Fahrzeug                 | Runden |
| ----------- | --------- | --- | ------------------------- | -------------------------------------------------------- | ------------------------ | ------ |
| 1           | LMP1      | 8   | Toyota Gazoo Racing       | Anthony Davidson Sébastien Buemi Kazuki Nakajima         | Toyota TS050 Hybrid      | 197    |
| 2           | LMP1      | 2   | Porsche LMP Team          | Timo Bernhard Earl Bamber Brendon Hartley                | Porsche 919 Hybrid       | 197    |
| 3           | LMP1      | 1   | Porsche LMP Team          | Neel Jani Nick Tandy André Lotterer                      | Porsche 919 Hybrid       | 197    |
| 4           | LMP2      | 38  | Jackie Chan DC Racing     | Ho-Pin Tung Oliver Jarvis Thomas Laurent                 | Oreca 07                 | 184    |
| 5           | LMP2      | 31  | Vaillante Rebellion       | Julien Canal Nicolas Prost Bruno Senna                   | Oreca 07                 | 184    |
| 6           | LMP2      | 28  | TDS Racing                | François Perrodo Matthieu Vaxiviere Emmanuel Collard     | Oreca 07                 | 184    |
| 7           | LMP2      | 36  | Signatech Alpine Matmut   | Nicolas Lapierre Gustavo Menezes Matt Rao                | Alpine A470              | 183    |
| 8           | LMP2      | 26  | G-Drive Racing            | Roman Russinow Pierre Thiriet Alex Lynn                  | Oreca 07                 | 183    |
| 9           | LMP2      | 24  | CEFC Manor TRS Racing     | Tor Graves Jonathan Hirschi Jean-Éric Vergne             | Oreca 07                 | 183    |
| 10          | LMP2      | 25  | CEFC Manor TRS Racing     | Roberto González Simon Trummer Witali Petrow             | Oreca 07                 | 182    |
| 11          | LMP2      | 37  | Jackie Chan DC Racing     | David Cheng Alex Brundle Tristan Gommendy                | Oreca 07                 | 182    |
| 12          | LMP2      | 13  | Vaillante Rebellion       | Mathias Beche David Heinemeier Hansson Nelson Piquet jr. | Oreca 07                 | 172    |
| 13          | LMGTE Pro | 67  | Ford Chip Ganassi Team UK | Andy Priaulx Harry Tincknell Pipo Derani                 | Ford GT                  | 171    |
| 14          | LMGTE Pro | 51  | AF Corse                  | James Calado Alessandro Pier Guidi                       | Ferrari 488 GTE          | 171    |
| 15          | LMGTE Pro | 91  | Porsche GT Team           | Richard Lietz Frédéric Makowiecki                        | Porsche 911 RSR          | 171    |
| 16          | LMGTE Pro | 66  | Ford Chip Ganassi Team UK | Stefan Mücke Olivier Pla Billy Johnson                   | Ford GT                  | 171    |
| 17          | LMGTE Pro | 71  | AF Corse                  | Sam Bird Davide Rigon                                    | Ferrari 488 GTE          | 170    |
| 18          | LMGTE Pro | 95  | Aston Martin Racing       | Marco Sørensen Nicki Thiim Richie Stanaway               | Aston Martin Vantage GTE | 170    |
| 19          | LMGTE Pro | 97  | Aston Martin Racing       | Darren Turner Jonny Adam Daniel Serra                    | Aston Martin Vantage GTE | 168    |
| 20          | LMGTE Am  | 61  | Clearwater Racing         | Weng Sun Mok Keita Sawa Matt Griffin                     | Ferrari 488 GTE          | 166    |
| 21          | LMGTE Am  | 98  | Aston Martin Racing       | Paul Dalla Lana Pedro Lamy Mathias Lauda                 | Aston Martin Vantage GTE | 166    |
| 22          | LMGTE Am  | 77  | Dempsey-Proton Racing     | Christian Ried Matteo Cairoli Marvin Dienst              | Porsche 911 RSR          | 166    |
| 23          | LMP1      | 7   | Toyota Gazoo Racing       | Mike Conway Kamui Kobayashi José María López             | Toyota TS050 Hybrid      | 159    |
| 24          | LMGTE Am  | 86  | Gulf Racing UK            | Mike Wainwright Ben Parker Nick Foster                   | Porsche 911 RSR          | 143    |
| Ausgefallen |           |     |                           |                                                          |                          |        |
| 25          | LMP2      | 54  | Spirit of Race            | Thomas Flohr Francesco Castellacci Miguel Molina         | Ferrari 488 GTE          | 165    |
| 26          | LMGTE A   | 4   | ByKolles Racing Team      | Oliver Webb Dominik Kraihamer James Rossiter             | ENSO CLM P1/01           | 155    |
| 27          | LMGTE Pro | 92  | Porsche GT Team           | Michael Christensen Kévin Estre                          | Porsche 911 RSR          | 95     |

### Nur in der Meldeliste
Zu diesem Rennen sind keine weiteren Meldungen bekannt.

### Klassensieger
| Klasse    | Fahrer           | Fahrer          | Fahrer          | Fahrzeug            | Platzierung im Gesamtklassement |
| --------- | ---------------- | --------------- | --------------- | ------------------- | ------------------------------- |
| LMP1      | Anthony Davidson | Sébastien Buemi | Kazuki Nakajima | Toyota TS050 Hybrid | Gesamtsieg                      |
| LMP2      | Ho-Pin Tung      | Oliver Jarvis   | Thomas Laurent  | Oreca 07            | Rang 4                          |
| LMGTE Pro | Andy Priaulx     | Harry Tincknell | Pipo Derani     | Ford GT             | Rang 13                         |
| LMGTE Am  | Weng Sun Mok     | Keita Sawa      | Matt Griffin    | Ferrari 488 GTE     | Rang 20                         |

### Renndaten
- Gemeldet: 27
- Gestartet: 27
- Gewertet: 24
- Rennklassen: 4
- Zuschauer: 50.000
- Wetter am Renntag: bewölkt und regnerisch
- Streckenlänge: 5,891 km
- Fahrzeit des Siegerteams: 6:00:33,211 Stunden
- Gesamtrunden des Siegerteams: 197
- Gesamtdistanz des Siegerteams: 1162,490 km
- Siegerschnitt: 193,500 km/h
- Pole Position: Kamui Kobayashi – Toyota TS050 Hybrid (#7) – 1:36,793
- Schnellste Rennrunde: Mike Conway – Toyota TS050 Hybrid (#7) – 1:39,656 = 213,200 km/h
- Rennserie: 2. Lauf zur FIA-Langstrecken-Weltmeisterschaft 2017